# Oxford Street (Sydney)
Oxford Street est une célèbre avenue du centre de Sydney, Australie. Cette artère principale prend son départ de Whitlam Square sur le coin sud-est de Hyde Park, dans le quartier central des affaires (CBD) de Sydney et finissant à Bondi Junction dans la banlieue est.
Du côté du CDB, en particulier, la rue est bordée de nombreux magasins, bars et boîtes de nuit. Du côté Paddington se sont plutôt des boutiques de vêtements chic, décoration, et de nombreux café, ainsi que trois cinémas qui bordent la rue.

## Culture
Le quartier de Darlinghurst est célèbre pour son annuel Sydney Mardi Gras qui organise une marche et un défilé, chaque année, grâce aux membres des communautés gay et lesbienne, marque la fin d'un festival de trois semaines et se déroule sur Oxford Street, la rue principale qui traverse plusieurs quartiers, y compris Darlinghurst.